# Nogat

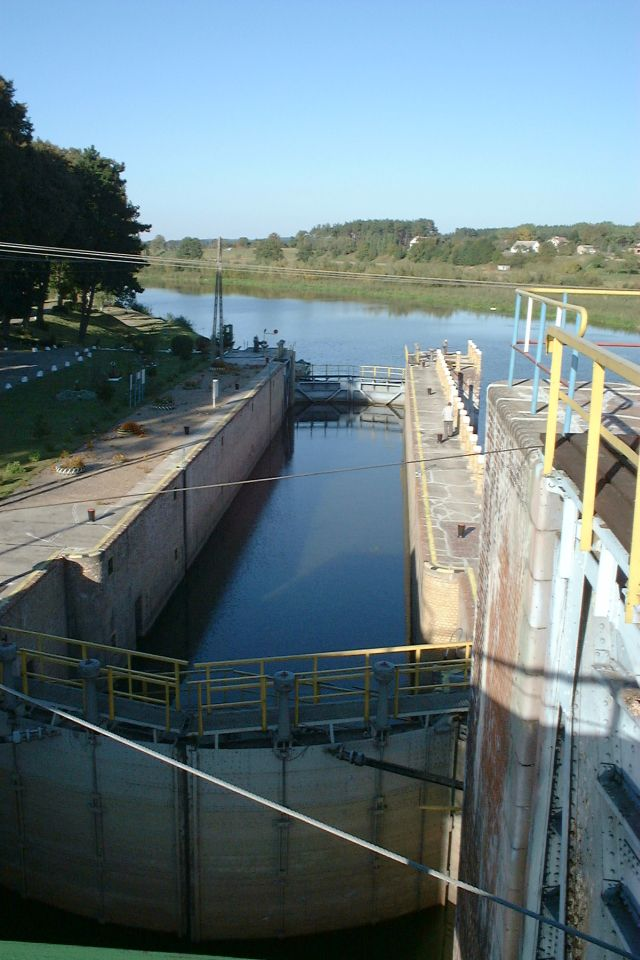
Śluza wodna w Białej Górze

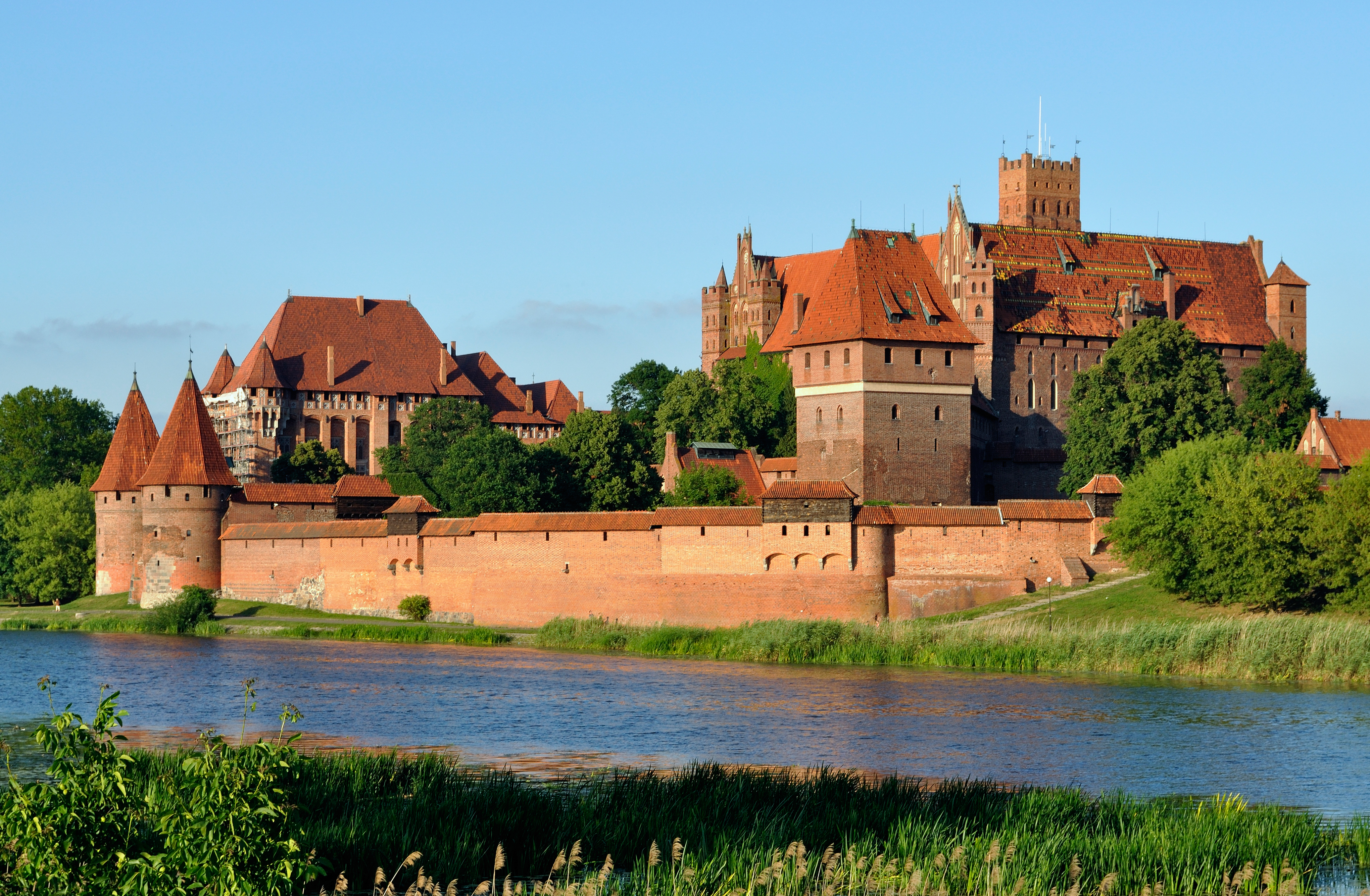
Zamek w Malborku nad Nogatem

Nogat – rzeka będąca wschodnim ramieniem ujściowym Wisły, oddzielona od drugiego z ramion, Leniwki, śluzą w Białej Górze. Żeglowna na całej długości. Uchodzi licznymi odnogami do Zalewu Wiślanego, tworząc niewielką deltę.
Długość rzeki wynosi 62 km, a powierzchnia jej dorzecza 1330 km².
Zgodnie z Rozporządzeniem Rady Ministrów z 2002 r. ws. klasyfikacji śródlądowych dróg wodnych, Nogat jest rzeką klasy żeglownej II.
Dopływy: Liwa, Młynówka Malborska, oba prawobrzeżne.
Ze względu na wartości przyrodnicze, ujściowy odcinek rzeki został objęty ochroną w postaci rezerwatu Ujście Nogatu i Obszaru Chronionego Krajobrazu Rzeki Nogat. Dolny odcinek stanowi granicę województw pomorskiego i warmińsko-mazurskiego.

## Historia regulacji
Dawniej rzeka stanowiła jedno z głównych ramion Wisły i spływało nią 87% wód wiślanych. W związku z obniżeniem się poziomu lustra wody w Nogacie podjęto próbę regulacji układu rzecznego i w 1553 przekopano kanał pod Białą Górą, który uratował rzekę od wyschnięcia. Większość wód zaczęła płynąć Nogatem, a Wisła straciła żeglowność na odcinku Biała Góra – Gdańsk. Niedobór wody dla Gdańska i nadmiar dla miejscowości położonych nad Nogatem, wywołał wieloletnie spory. W 1612 wybudowano tamę, która w czasie wojen szwedzkich uległa zniszczeniu, powodując ponowne spory i komplikacje stosunków wodnych. Dopiero w 1848 zatwierdzono projekt odgałęzienia Nogatu od Wisły 4 km poniżej Białej Góry w miejscowości Piekło, w tym celu przekopano kanał, wzniesiono drewniany jaz przeciw krze lodowej i wybudowano wały przeciwpowodziowe z tzw. wielkim upustem, służącym do odprowadzania wód Liwy do Nogatu. W 1879 podwyższono wał przeciwpowodziowy Wisły i przebudowano wielki upust. Po przerwaniu wału i zalaniu Żuław Elbląskich w 1888 zdecydowano o uregulowaniu Wisły. W 1900 nastąpiło prawie całkowite odcięcie dopływu wody z Wisły do Nogatu. Rzekę Nogat skanalizowano przez trzy stopnie wodne: Michałowo, Rakowiec i Szonowo, utrzymując w ten sposób stały poziom wód, umożliwiając ruch statków. W 1930 wybudowano małą śluzę w ujściu Liwy do Nogatu.

## Miejscowości nad Nogatem
- Biała Góra (śluza) – prawy brzeg
- Pogorzała Wieś  – lewy brzeg
- Kraśniewo - lewy brzeg
- Grobelno – lewy brzeg
- Malbork
- Czerwone Stogi – lewy brzeg
- Kamienice – lewy brzeg
- Malbork-Rakowiec (śluza) – prawy brzeg
- Szawałd – lewy brzeg
- Janówka – prawy brzeg
- Półmieście – lewy brzeg
- Michałowo (śluza) – lewy brzeg
- Wierciny – lewy brzeg
- Jazowa – lewy brzeg
- Kępki – lewy brzeg
- Kępiny Małe – lewy brzeg
- Bielnik Drugi – prawy brzeg
- Kępiny Wielkie – prawy brzeg
- Osłonka – lewy brzeg